# Céline Tellier
Céline Tellier, née le 8 avril 1984 à Etterbeek, est une femme politique belge. Elle est élue au Parlement wallon et au Parlement de la Fédération Wallonie-Bruxelles.
Elle est ministre wallonne de l'Environnement, de la Nature, de la Forêt, de la Ruralité et du Bien-être animal entre le 13 septembre 2019 et le 14 juillet 2024.

## Carrière politique
Elle étudie à l'Université libre de Bruxelles, où elle obtient un doctorat en sciences sociales et politiques. En 2010, elle rejoint l'ASBL Inter Environnement Wallonie en tant que chargée de mission dans le domaine de la mobilité. Elle travaille en parallèle dans un bureau d'études suisse spécialisé en mobilité. En 2017, elle devient directrice politique et secrétaire générale adjointe de cet organisme, avant d'accéder au secrétariat général en avril 2019.
En septembre 2019, Ecolo lui accorde le portefeuille de Ministre wallonne de l'Environnement, de la Nature, de la Forêt, de la Ruralité et du Bien-être animal dans le gouvernement Di Rupo III.
Depuis 2024, elle siège comme parlementaire écologiste au sein du Parlement de Wallonie et du Parlement de la Fédération Wallonie-Bruxelles.
Depuis le 2 décembre 2024, elle siège également comme conseillère communale Ecolo, dans l'opposition, à Ottignies-Louvain-la-Neuve. Elle démissionne de son mandat de conseillère communale à Ottignies-Louvain-la-Neuve en date du 17 février 2025, selon le communiqué d'Ecolo

## Positionnement politique
Dans le domaine de la nature, Céline Tellier est à l'initiative de plusieurs appels à projets tels que la création de deux parcs nationaux (la Semois et l'Entre-Sambre-et-Meuse), la création de parcs en milieux urbains au sein de 17 villes différentes et l'opération BiodiverCité visant à soutenir le développement de la nature et de la biodiversité,. En parallèle, elle propose la reconnaissance de minimum 1 000 ha de nouveaux espaces naturels protégés. Via son action « Yes We Plant », elle déclare avoir atteint son objectif de planter un million d’arbres en Wallonie en 2022. Avec le retour du loup en Wallonie, Céline Tellier a élaboré un « Plan Loup » afin de garantir la bonne cohabitation entre les loups, les éleveurs et les chasseurs.
Dans le domaine de la forêt, Céline Tellier débloque des fonds pour soutenir le secteur forestier (3 millions d’euros) et lance en 2021 le projet pilote « Forêt résiliente » visant à encourager les propriétaires forestiers à une exploitation plus adaptée aux changements climatiques. Le projet est reconduit en 2022. En février 2022, elle lance les «Assises de la Forêt », un évènement de réflexion sur la gestion forestière future sur base d'un large panel d'avis. En juillet 2022, avec Willy Borsus, elle missionne l’Office économique wallon du bois en vue de développer la filière de transformation du bois feuillu.
Dans le domaine de l'environnement, elle charge la SPAQUE en octobre 2021 d'effectuer des contrôles relatifs à plusieurs polluants au sein des masses d'eau souterraine. Début 2022, dans le cadre d'un appel à projets, elle permet à 38 organisations de bénéficier d’un accompagnement dans leur transition vers un développement durable. En février 2022, elle annonce mettre en place de nouvelles mesures afin de lutter contre la précarité hydrique. 
En matière de gestion des déchets, elle fait adopter la première stratégie wallonne de politique répressive environnementale avec pour objectif d’intensifier la lutte contre la délinquance environnementale. En mai 2022, dans le cadre du Plan de Relance de la Wallonie, elle contribue à accélérer l’assainissement de ses anciennes décharges.  
En matière d'alimentation, elle contribue à amplifier l'accompagnement des cantines durables au travers du Plan de Relance du Gouvernement Wallon . Aux côtés de Willy Borsus, elle valide la nouvelle politique agricole commune. Le syndicat agricole Fugea soutient ce texte, mais ce dernier est critiqué par plusieurs ONG comme Natagora qui n'y voit pas de réelle transition en vue. En octobre 2022, aux côtés de Christie Morreale, elle soutient le plan d'action Food Wallonia visant à améliorer la transition alimentaire.  
Dans le domaine du bien-être animal, elle renforce les conditions et le contrôle relatif à l'abattage agricole,, ainsi que les réglementations en matière d'élevage,. Elle contribue à réglementer les établissements pour l'adoption d'animaux,. Elle concrétise la mise en place du permis de détention d’un animal. Celui-ci est entré en vigueur le 1er juillet 2022. Elle contribue à implémenter une réglementation limitant et interdisant l'utilisation d'accessoire causant des souffrances aux animaux.  
Dans le cadres des inondations de juillet 2021 en Belgique, elle débloque 4,25 millions d’euros afin de venir en aide, dans le secteur de l’eau, aux ménages non assurés dont les habitations ont été endommagées. Elle contribue à augmenter le budget initial de 35 millions d'euros à 40 millions d'euros en matière de gestion des déchets générés à la suite des inondations. Elle soutient également l'octroi d'un soutien aux communes wallonnes impactées à hauteur de 50 millions d'euros.

## Polémiques
En novembre 2023, elle est mise en cause pour son manque de transparence au sujet du problème de pollution de l’eau aux PFAS à Chièvres. Des courriers avaient été envoyés en mars 2022 et janvier 2023 par la ministre flamande Zuhal Demir (N-VA) pour affirmer que les valeurs étaient inacceptables également dans l’eau consommée à Hal et provenant de Wallonie. Un email adressé par le Service public de Wallonie (SPW) au cabinet de la ministre en janvier 2022 donnait une valeur de 328 nanogrammes par litre en octobre et à 207 nanogrammes par litre en novembre à Chièvres alors que la future norme européenne est de 100 nanogrammes par litre. La Ministre dit ne pas avoir été mise au courant des alertes par le spécialiste qui suivait le dossier au sein de son cabinet, qui a été licencié depuis. Le 28 février 2024, la Ministre transmet aux 3 communes directement concernées les résultats des différentes actions prises à 4 niveaux.

## Décoration
- Commandeur de l'ordre de Léopold (2024)[41].